# Инцидент 18 августа 1976 года

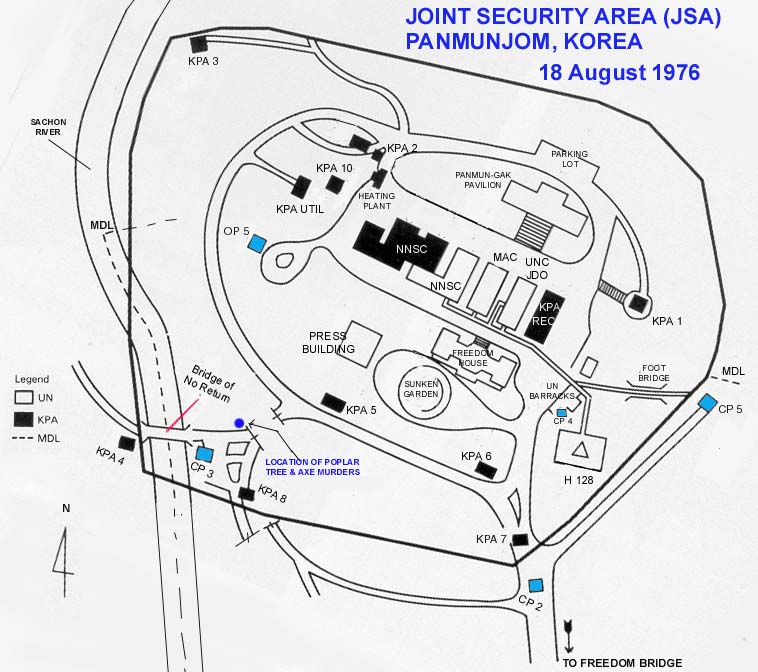
Планировка объединённой зоны безопасности с указанием места инцидента (отмечено синим кружком)

Инцидент 18 августа 1976 года (англ. Axe murder incident, кор. 판문점 도끼살인사건) — инцидент, произошедший в Корейской демилитаризованной зоне (в объединённой зоне безопасности — Joint Security Area), закончившийся убийством двух офицеров армии Соединённых Штатов северокорейскими солдатами (топорами и дубинками). Буквально в переводе с английского инцидент называется «Инцидент с убийством топором», в литературных источниках его также называют «Инцидент с убийством топором в Пханмунджоме» или «Инцидент с обрезкой дерева».

## История
Объединённая (совместная) зона безопасности — участок в пограничной зоне между Северной (КНДР) и Южной Кореей, где проходят все переговоры противостоящих сторон. 18 августа 1976 года американцы с южнокорейцами решили обрубить ветки тополя, которые загораживали летом обзор между контрольным и наблюдательным пунктами. Вскоре после начала этой акции появились северокорейские солдаты и потребовали прекратить работу. Представители КНДР утверждали, что дерево было высажено лично Ким Ир Сеном. Получив отказ, они атаковали американцев дубинками и топорами, в результате чего двое военнослужащих США были зарублены насмерть, ещё девять получили серьезные ранения. Через три дня американский инженерный взвод и южнокорейский спецназ провели внезапную масштабную спецоперацию по вырубке тополя, занявшую 42 минуты. В воздухе демонстративно присутствовали вертолёты и самолёты США. Также намеренно был оставлен пень высотой 6 метров.
Убитыми американскими военнослужащими оказались капитан Артур Бонифас (англ. Arthur Bonifas) и лейтенант Марк Баррет (англ. Mark Thomas Barrett). На месте инцидента создан монумент с мемориальной плитой.

### Галерея

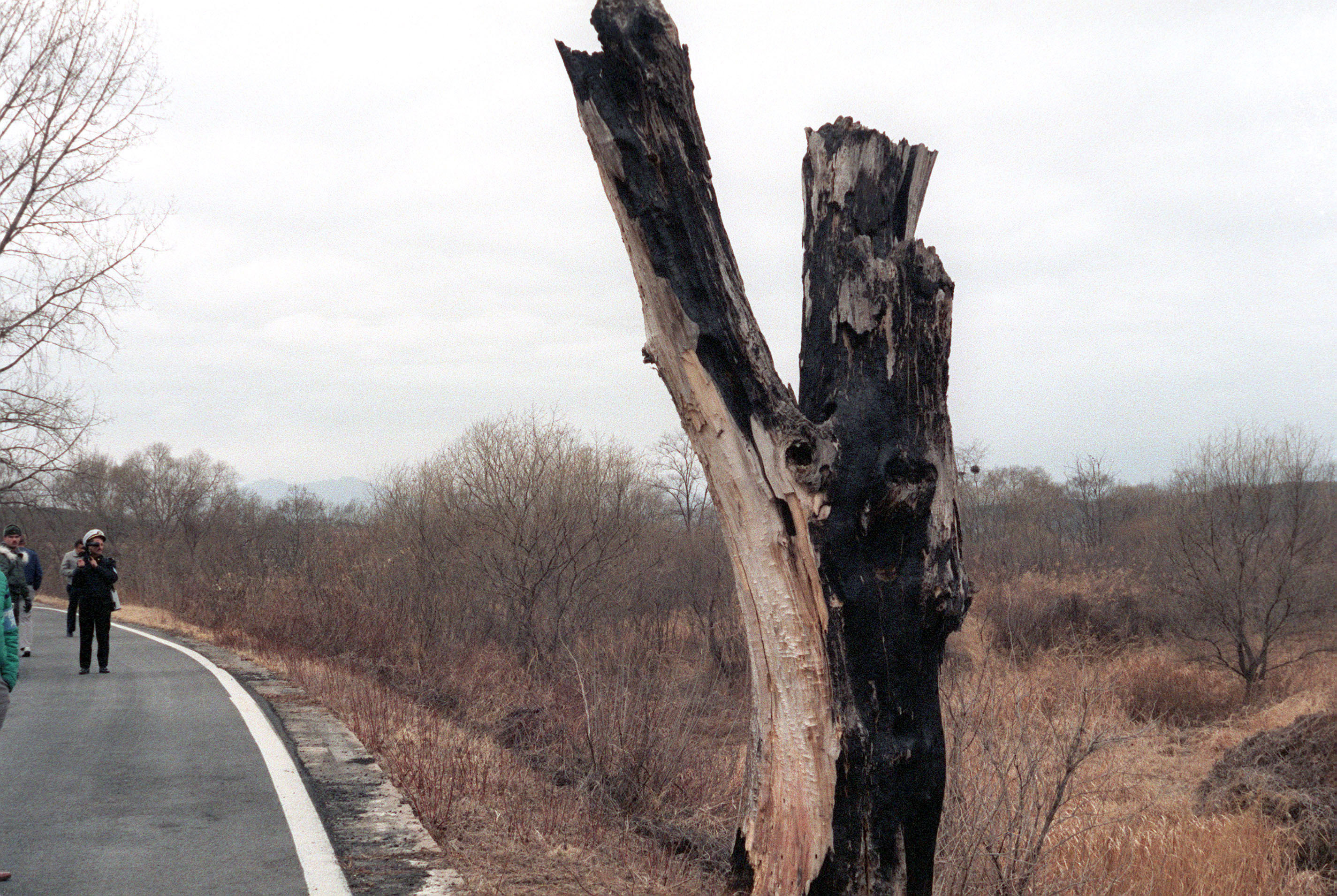
Вид тополя в 1984 году
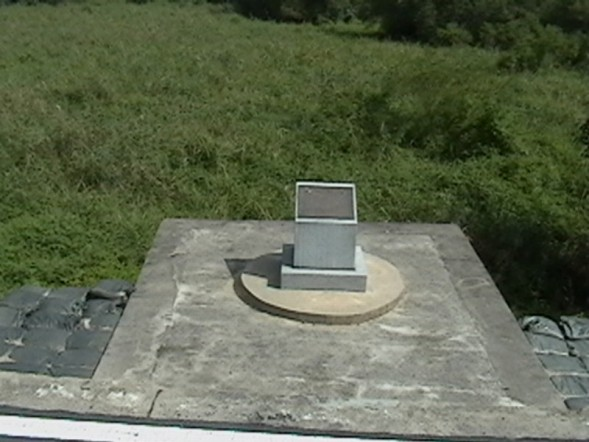
Монумент на месте инцидента
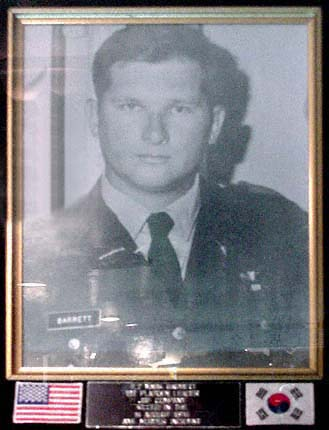
Портретная фотография лейтенанта Марка Барретта
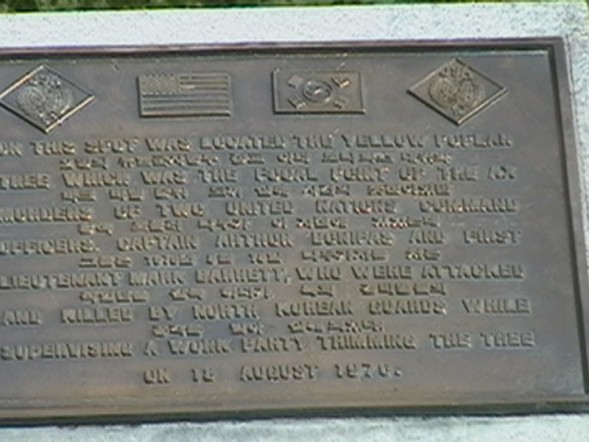
Надпись
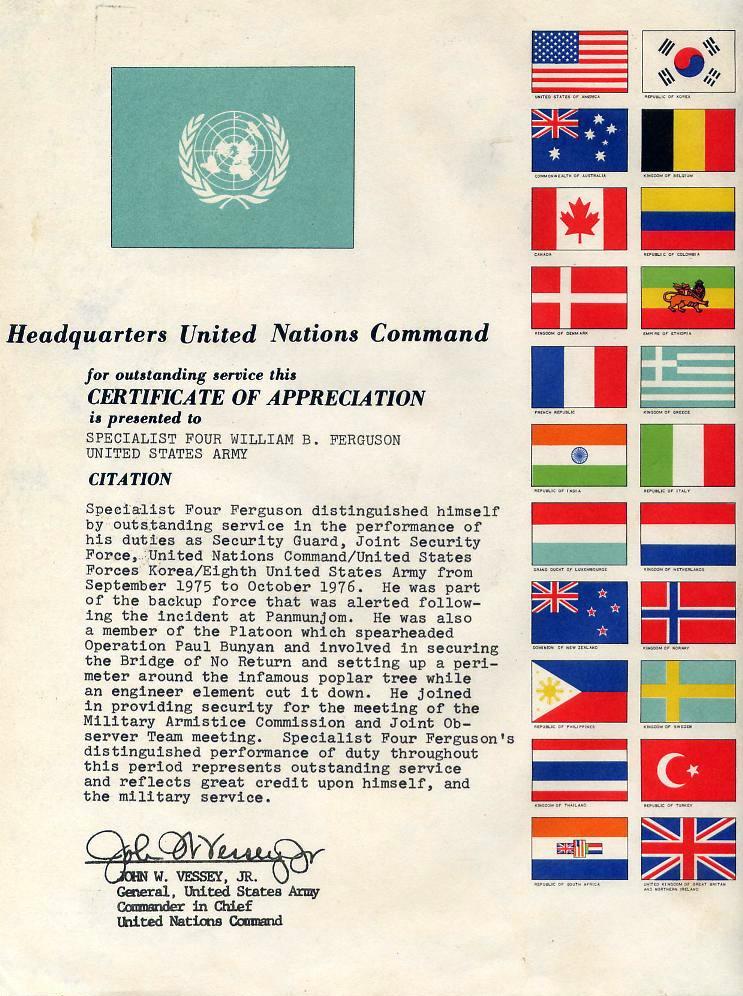
Командный сертификат Организации Объединённых Наций об оценке, присвоенный за операцию Пол Буньян